# Åge Lundström
Johan August Lundström, detto Åge (Stoccolma, 8 giugno 1890 – Landskrona, 26 settembre 1975), è stato un cavaliere svedese, vincitore di tre medaglie nell'equitazione in due edizioni dei Giochi olimpici estivi.

## Biografia
Vincitore di un argento olimpico individuale nel concorso completo ad Anversa 1920 e di un oro con la squadra svedese, quattro anni dopo, a Parigi 1924, vinse l'oro sempre a squadre, ma nel salto ostacoli.

## Palmarès
| Anno | Manifestazione  | Sede    | Evento               | Risultato |
| ---- | --------------- | ------- | -------------------- | --------- |
| 1920 | Giochi olimpici | Anversa | Completo individuale | Argento   |
| 1920 | Giochi olimpici | Anversa | Completo a squadre   | Oro       |
| 1924 | Giochi olimpici | Parigi  | Salto a squadre      | Oro       |